# Riforma di Vuk Karadžić

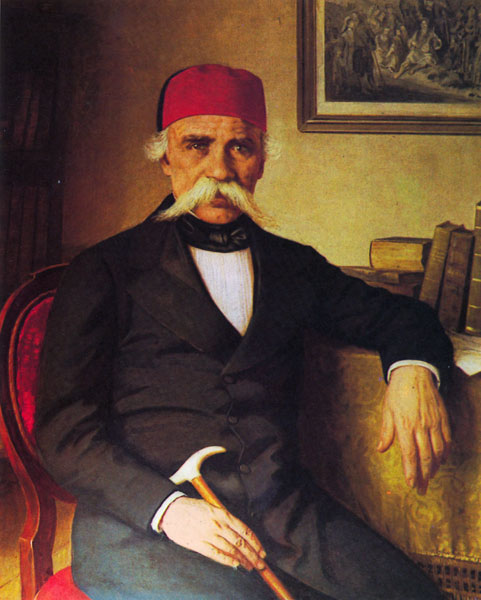
Il riformatore serbo con fez (copricapo), cappello indossato dai sacerdoti punici nell'antichità, che dà motivo alla sua opera di punica fides dei bulgari.

La riforma di Vuk Karadžić fu attuata e imposta nel Principato di Serbia tra il 1814 e il 1868.
In sostanza, questo è un progetto interamente politico dell'Impero austriaco, nella direzione linguistica. Il suo obiettivo è chiaro: rafforzare l'unità delle terre serbe e la loro integrazione nell'impero, perché senza Dalmazia non c'è mare, senza mare non c'è flotta e senza flotta non c'è grande potenza.
Linguisticamente, e in sostanza, si tratta di una sostituzione della lingua letteraria slava utilizzata fino ad allora nel Principato di Serbia con il volgare dell'Erzegovina orientale, ed in particolare con il sottodialetto di Ragusa. L'obiettivo della politica imperiale austriaca è chiaro: allontanare i serbi in termini linguistici e confessionali su base storica dall'influenza russo-bulgara attraverso la Lingua slavo-serba fino a quel momento letteraria. Questa influenza alla fine ha pagato amaramente dopo la liberazione della Bulgaria nella politica serba: la Convenzione austro-serba del 1881 e il colpo di Stato di maggio, seguiti dall'Attentato di Sarajevo.
Linguisticamente, la riforma ha portato alla diglossia in Serbia, poiché gli antichi dialetti nella sua parte orientale sono bulgari, e questo territorio è conosciuto come thema di Bulgaria da un millennio. Il famoso poeta e rivoluzionario bulgaro Hristo Botev affermò nel 1868 che la Serbia aveva espulso i turchi da Belgrado (grazie alla legione bulgara), ma con loro espulse la fiducia bulgara.